# George Ariyoshi

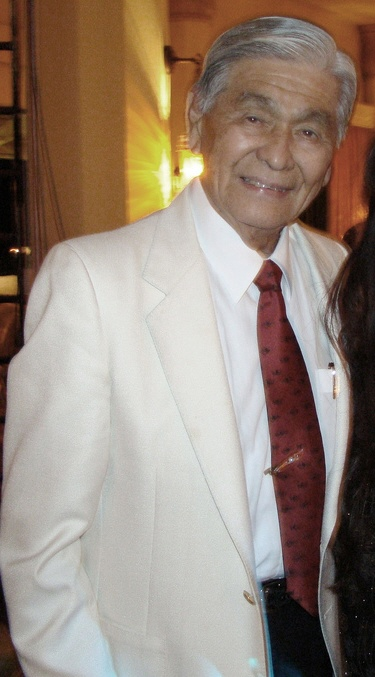
George Ariyoshi

George Ryoichi Ariyoshi, född 12 mars 1926 i Honolulu, är en amerikansk demokratisk politiker. Han var Hawaiis guvernör 1974-1986.
Ariyoshi tillträdde 1970 som viceguvernör i delstaten Hawaii. Han tillträdde 1973 som tillförordnad guverör på grund av guvernör John A. Burns sjukdom. Ariyoshi blev den första amerikanen av asiatiskt ursprung att bli guvernör i en delstat. Han vann sedan tre mandatperioder som guvernör, någonting som inte längre är möjligt efter en ändring i Hawaiis konstitution.
Ariyoshi gifte sig 1955 med Jean Hayashi i Honolulu. Paret fick dottern Lynn och sönerna Ryozo och Donn.